# Порттабак
Порттаба́к — ёмкость для ношения с собой табака. Представляет собой коробочку прямоугольной или овальной формы, изготовленную из золота, серебра, сплавов цветных металлов и ценных пород дерева. Порттабак имеет плоскую крышечку, соединённую с корпусом шарниром и закрывающуюся замком-надавкой из металла или камня. Как и портсигары, порттабаки украшают художественной эмалью, штампованным рельефом, гравировкой или чернением.